# RD-119

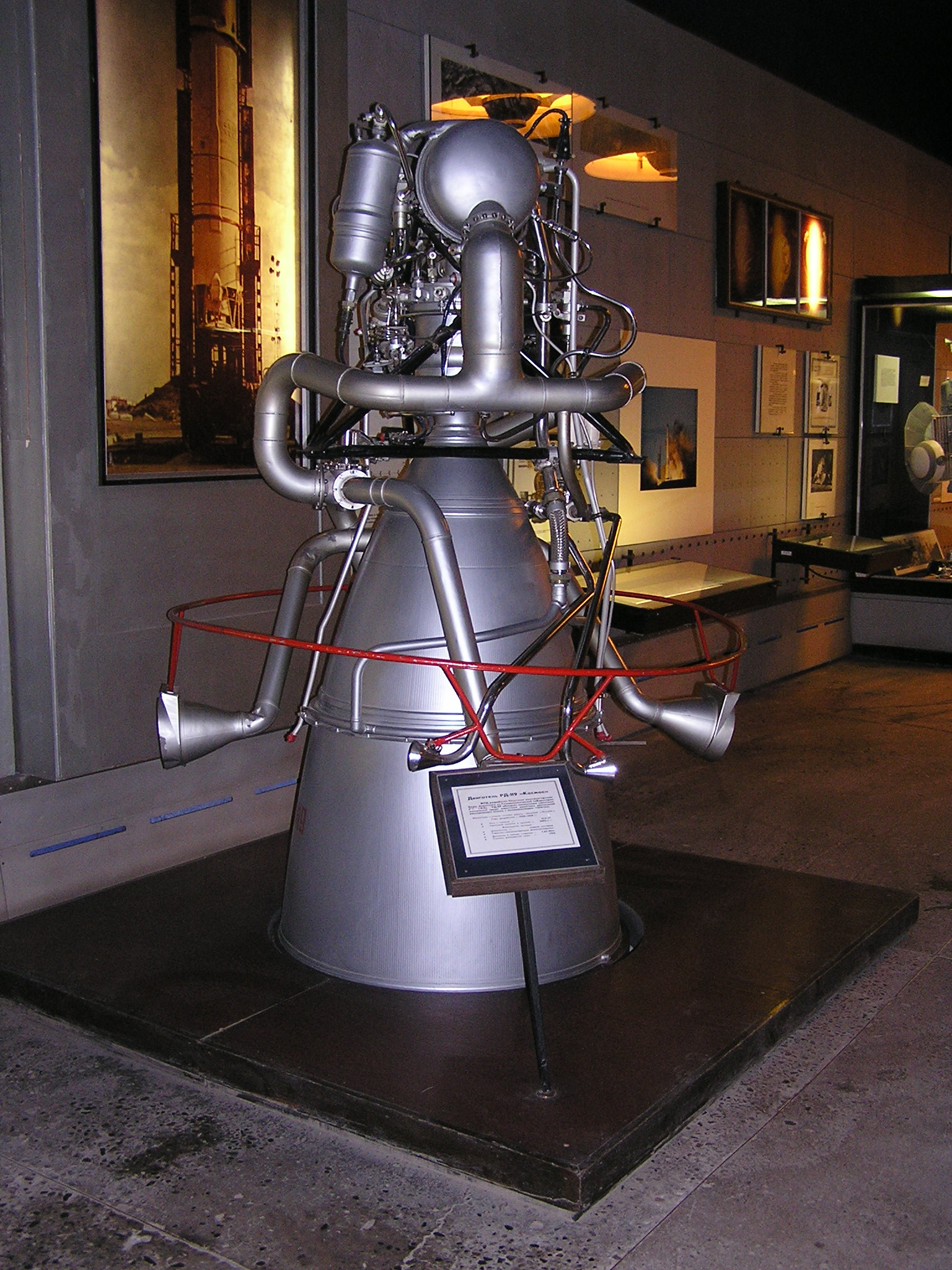
Um RD-119 no museu de São Petersburgo

O RD-119 (GRAU Index 8D710) foi um motor de foguete de combustível líquido, alimentado com  LOX e UDMH num ciclo gerador de gás. Ele tinha uma enorme taxa de expansão no bocal e usava uma combinação inédita de propelentes para atingir um impulso específico extremamente alto de 352 s (no vácuo) para um motor gerador de gás semi-criogênico. Ele tinha também um sistema de movimentação e direcionamento exclusivo. Em vez de todo o bocal principal se movimentar como num Motor Vernier clássico, ele adotou uma concepção bem mais simples para implementar o empuxo vetorial. O bocal principal é fixo, e a saída do gerador de gás é direcionada para quatro pequenos bocais, também fixos, na lateral do motor. Os gases da combustão são distribuídos por um sistema elétrico que pode controlar o empuxo entre os bocais, não havendo partes móveis.
O RD-119 gera um empuxo de 65,6 kN, isp de 220 s, pressão na câmara de 7,9 MPa com 2,1 m de comprimento e 1 m de diâmetro, pesa 168,5 kg.